# Torsten Gihl
Karl Sigurd Torsten Nilsson Gihl, född 6 januari 1889 i Falun, död 29 oktober 1972 i Stockholm, var en svensk historiker.
Gihl blev filosofie doktor i Uppsala 1913 på en avhandling om Sverige och västmakterna under Karl X Gustavs andra krig med Danmark. Han blev jur.kand. 1918 och jur.lic. 1944 i Stockholm. Gihl blev amanuens i Riksarkivet 1914, där han blev andre arkivarie 1918. År 1919 blev han förste arkivarie i Utrikesdepartementet, var arkivchef i Nationernas förbunds sekretariat 1924–1926, samt kansliråd och chef för Utrikesdepartementets arkiv 1931. År 1935 blev han docent i folkrätt och 1947 professor i internationell rätt vid Stockholms högskola. Gihl var medutgivare av de svenska vitböckerna om Sveriges politik under andra världskriget.
En "Förteckning över Torsten Gihls skrifter 1910–1954" upprättades av Gerd Bodman och trycktes i Svensk Juristtidning 40 (1953), s. 323–329. 
Torsten Gihl ligger begravd på Uppsala gamla kyrkogård.